# Palpostoma incongrua
Palpostoma incongrua là một loài ruồi trong họ Tachinidae.